# 天神神社 (各務原市上中屋町)
天神神社（てんじんじんじゃ）は、岐阜県各務原市上中屋町に鎮座する神社。

## 概要
式内社の御井神社は、かつては三井山山頂に本殿があり、三井山全体が境内であった。戦国時代、土岐氏の土岐弥一郎により、三井山山頂に三井城が築城される。このさい、御井神社は三井山の麓の御旅所に移転したのだが、一部は分祀され、上中屋に天神社として創立。
1909年（明治43年）に村社となる。戦後、天神神社に改称する。2012年（平成24年）に拝殿を改築する。
御井神社からの分祀ということから、式内社の御井神社の一つとも言える。

## 祭神
- 天之常立命
  - 祭神が国常立尊と菅原道真の説もある。
  - 神世七代とする場合もある[4]。

## 合祀
- 神明社[5][2]
- 白山社[5][2]

## 主な祭礼[2][4]
- 1月 - 歳旦祭
- 3月 - 祈年祭
- 10月第2日曜日（10月15日に近い日曜日） - 例祭
- 11月 - 新嘗祭